# پوزنان
پوزنان (به لهستانی: Poznań) (به آلمانی: پوزن - Posen) یکی از شهرهای بزرگ و مهم لهستان است که در غرب این کشور، در نزدیکی مرز لهستان و آلمان واقع شده‌است.

## جغرافیا
این شهر از نظر جمعیت پنجمین شهر لهستان می‌باشد (طبق آمار سال ۲۰۰۷ جمعیت آن ۵۶۴٫۹۵۱ نفر می‌باشد، که ۵۴٪ از آن را زنان تشکیل می‌دهند).

## تاریخچه
این شهر تا قبل از پایان جنگ جهانی دوم جزئی از آلمان بود و بعد از شکست آلمان نازی در جنگ دوم طی طرح پاکسازی قومی که توسط روسها و لهستانیها در ایالات آلمانی پروس و پومرانی و سیلزی انجام شد اهالی آلمانی این شهر مجبور به ترک شهر خود شدند و به مناطق غربی مهاجرت کردند و این شهر با سکنه جدید لهستانی به بخشی از کشور لهستان بدل شد.
کنفرانس پوزن در این شهر اتفاق افتاد.

## آموزش
این شهر، دارای ۸ مرکز آموزش عالی دولتی، که ۴ مرکز به عنوان دانشگاه دولتی مشغول فعالیت می‌باشد.
علاوه بر این ۱۷ مرکز آموزش عالی غیرانتفاعی نیز در این شهر وجود دارد.

## نگارخانه

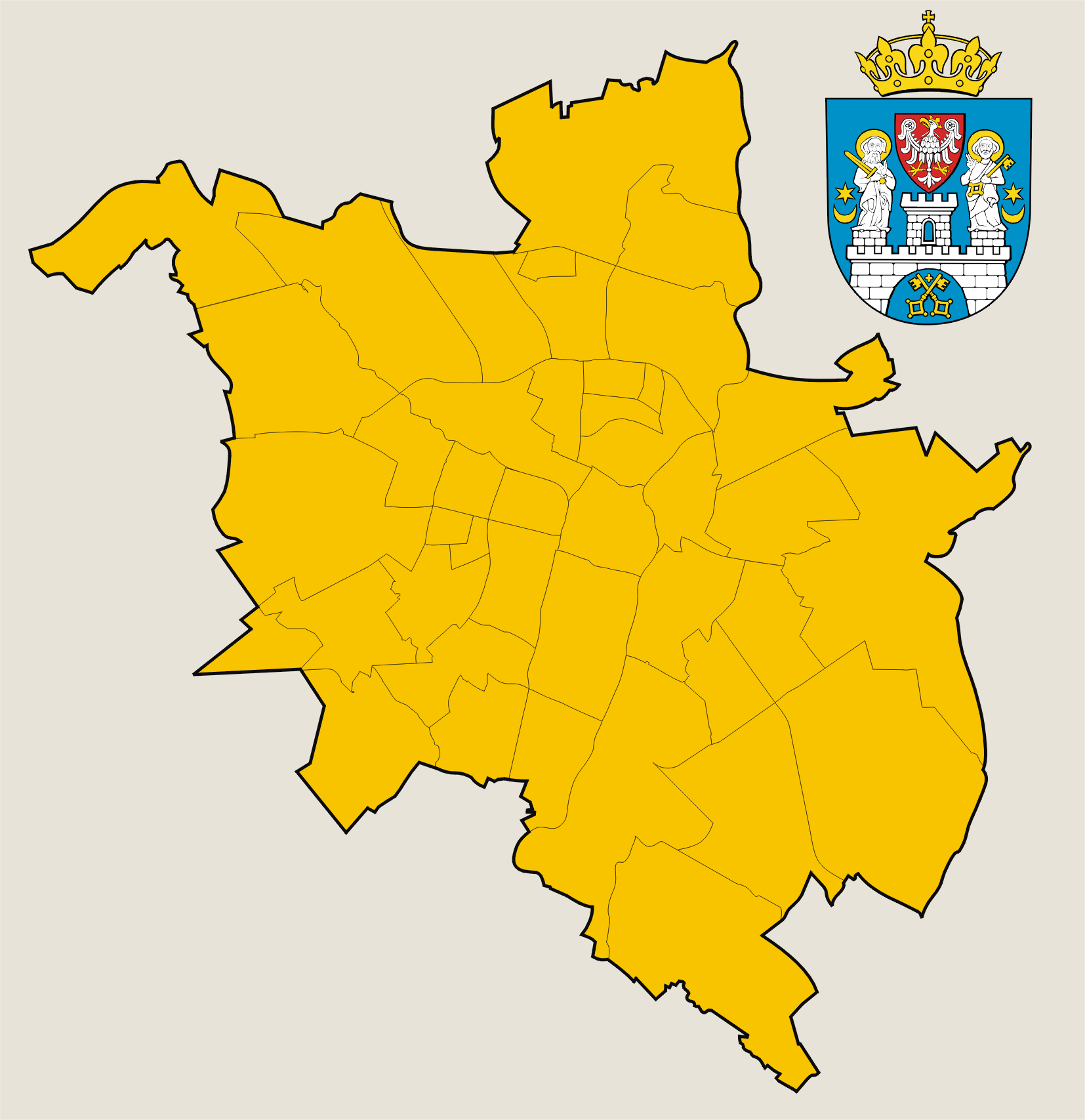
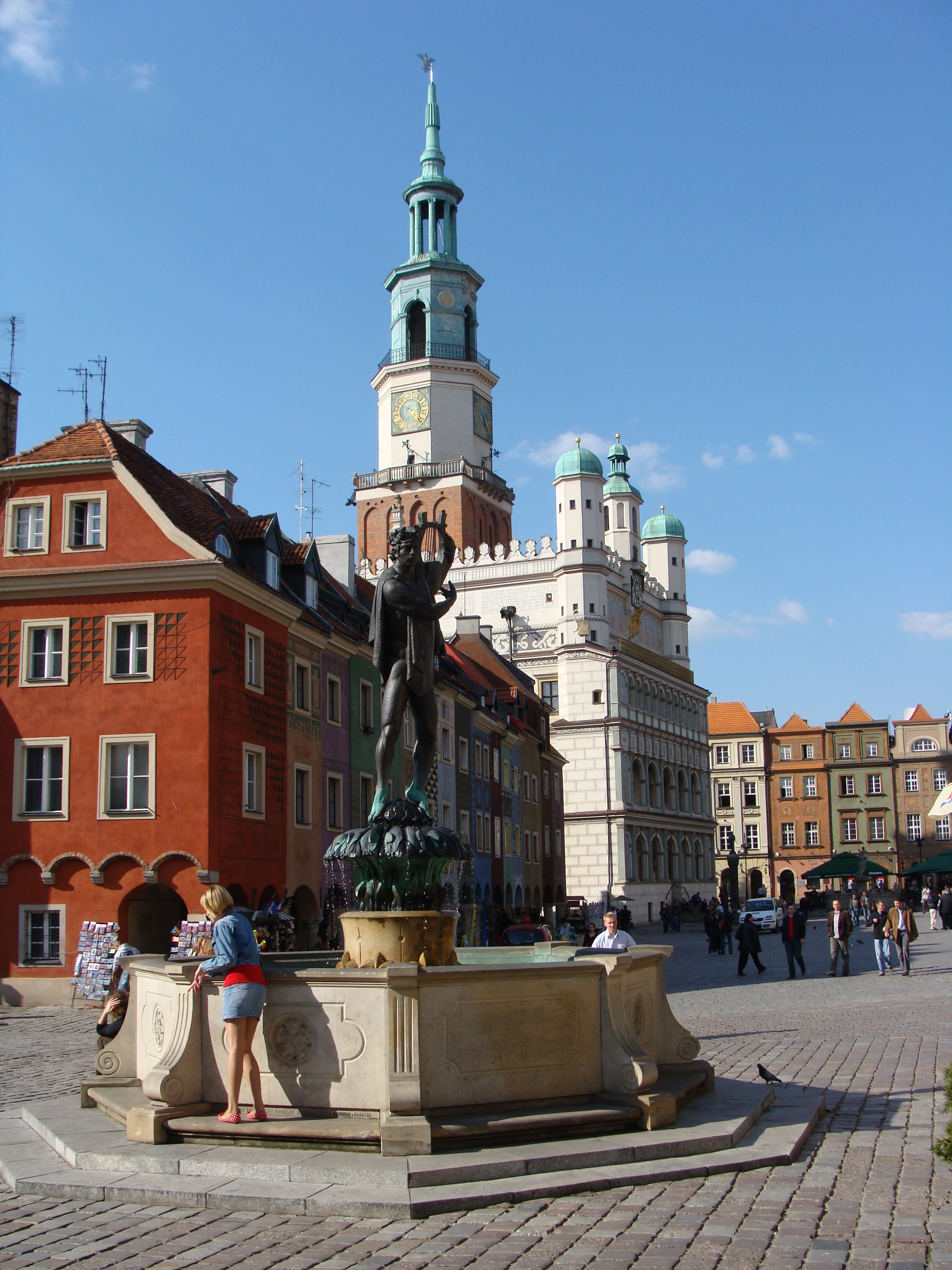
Old Market Square and Poznan City Hall
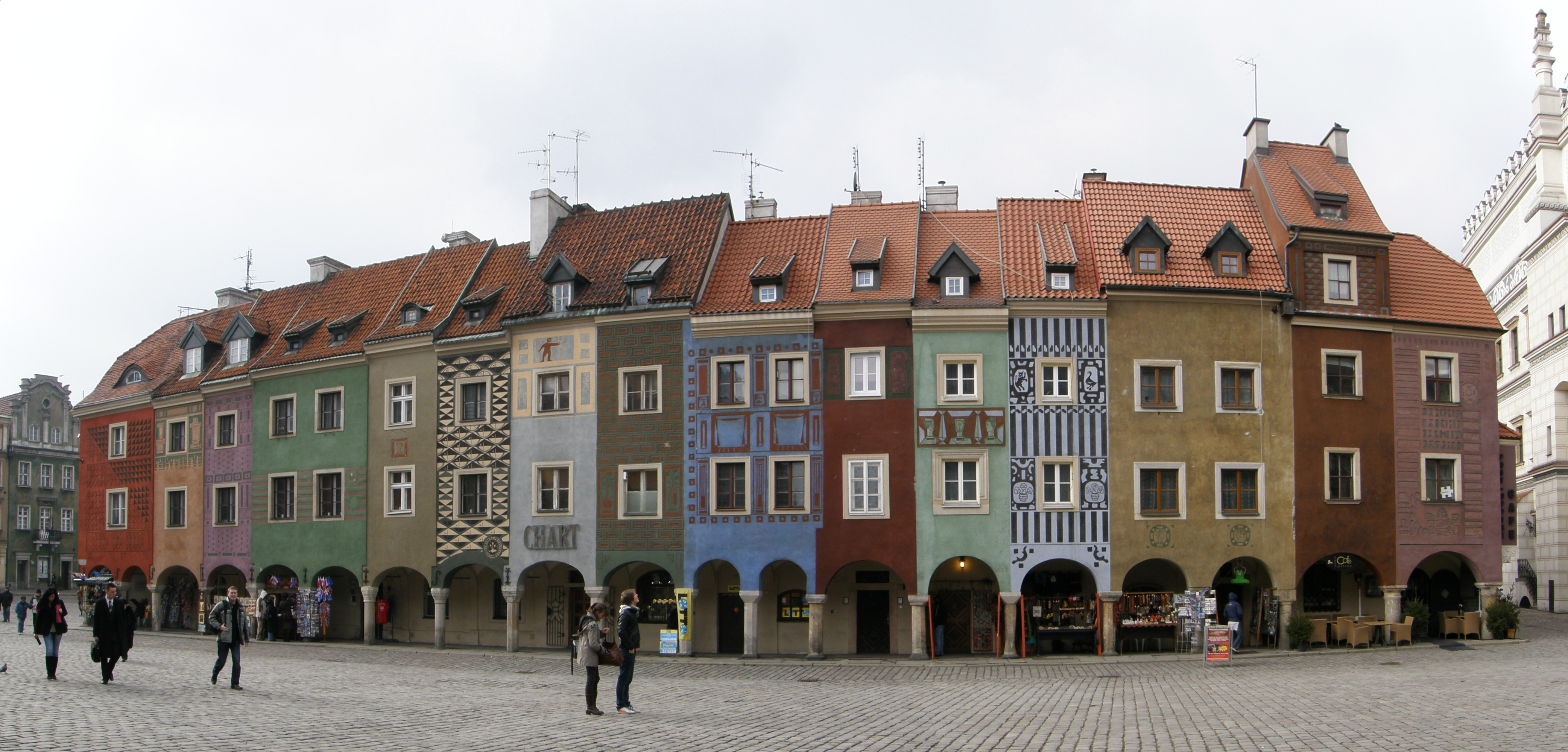
Houses on the Old Market Square
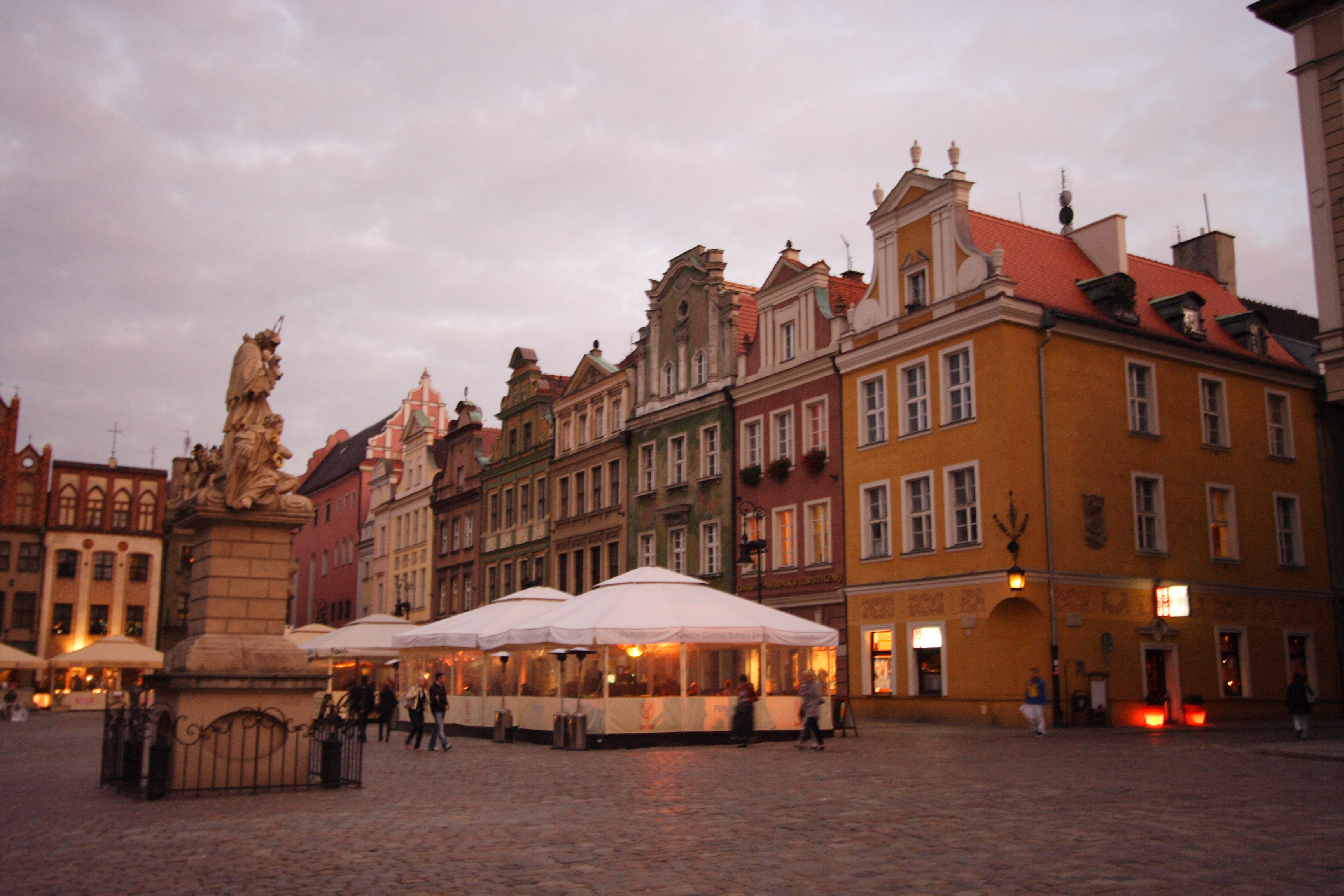
Old Market Square houses at evening
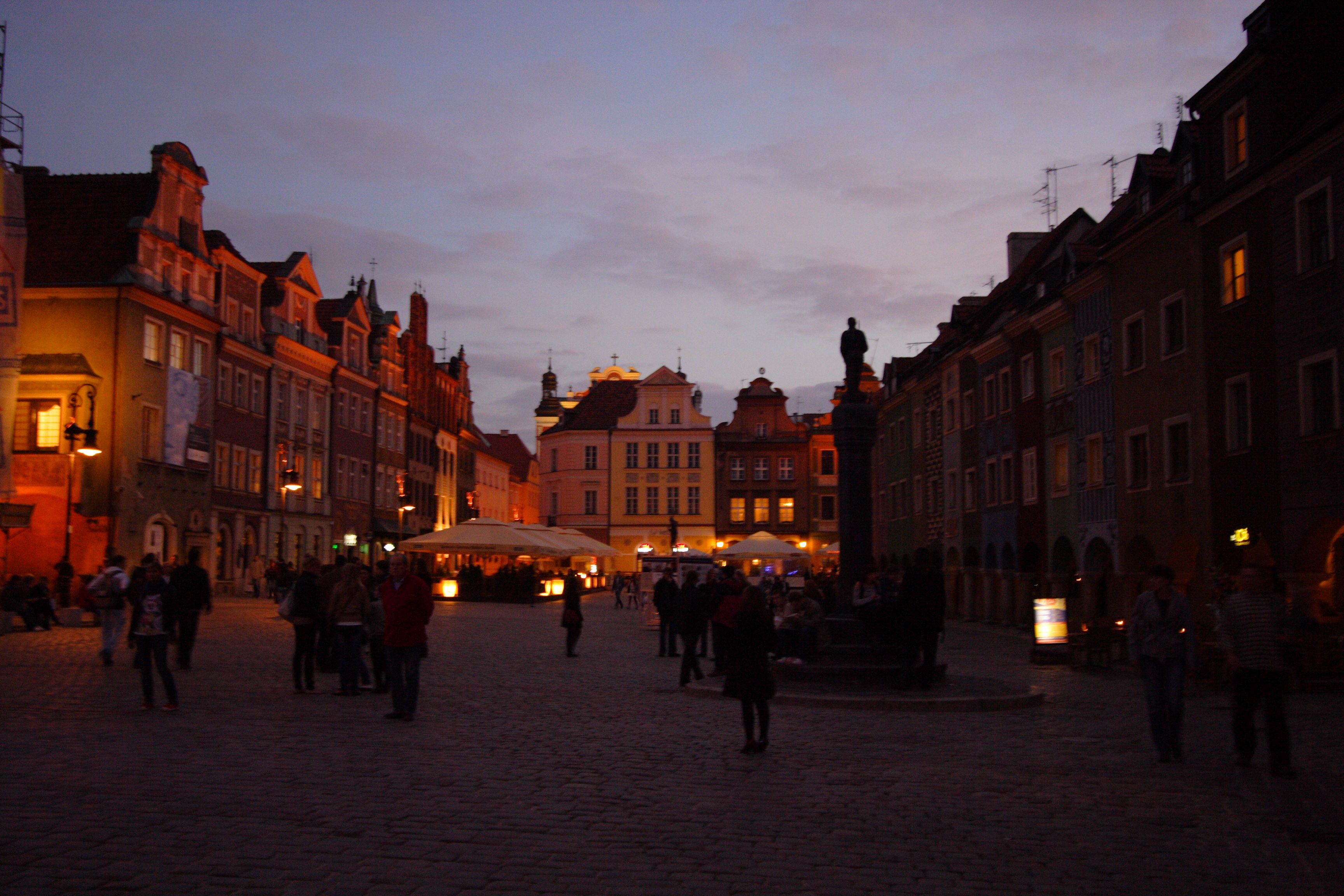
Old Market Square by night
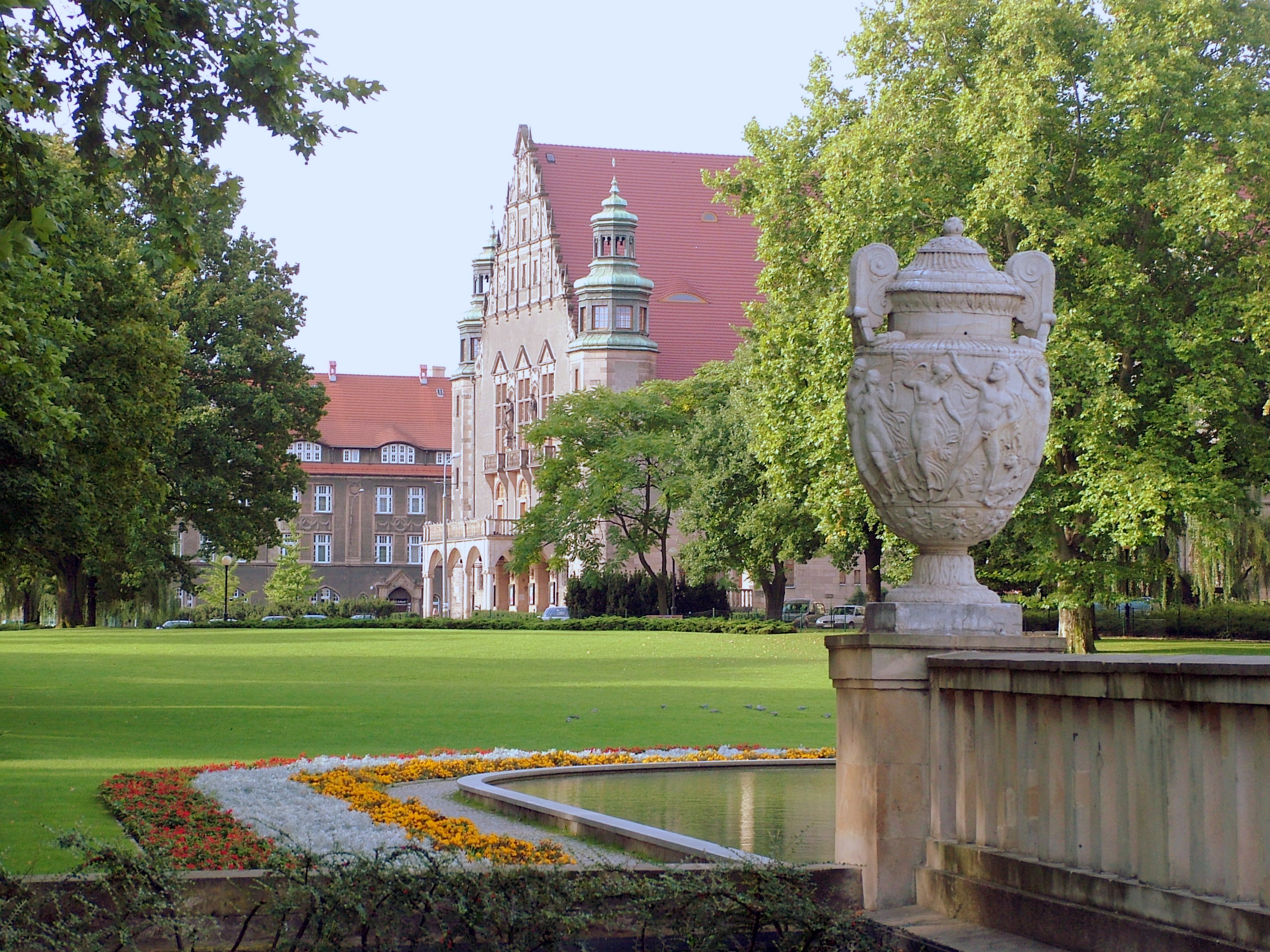
U.A.M Park
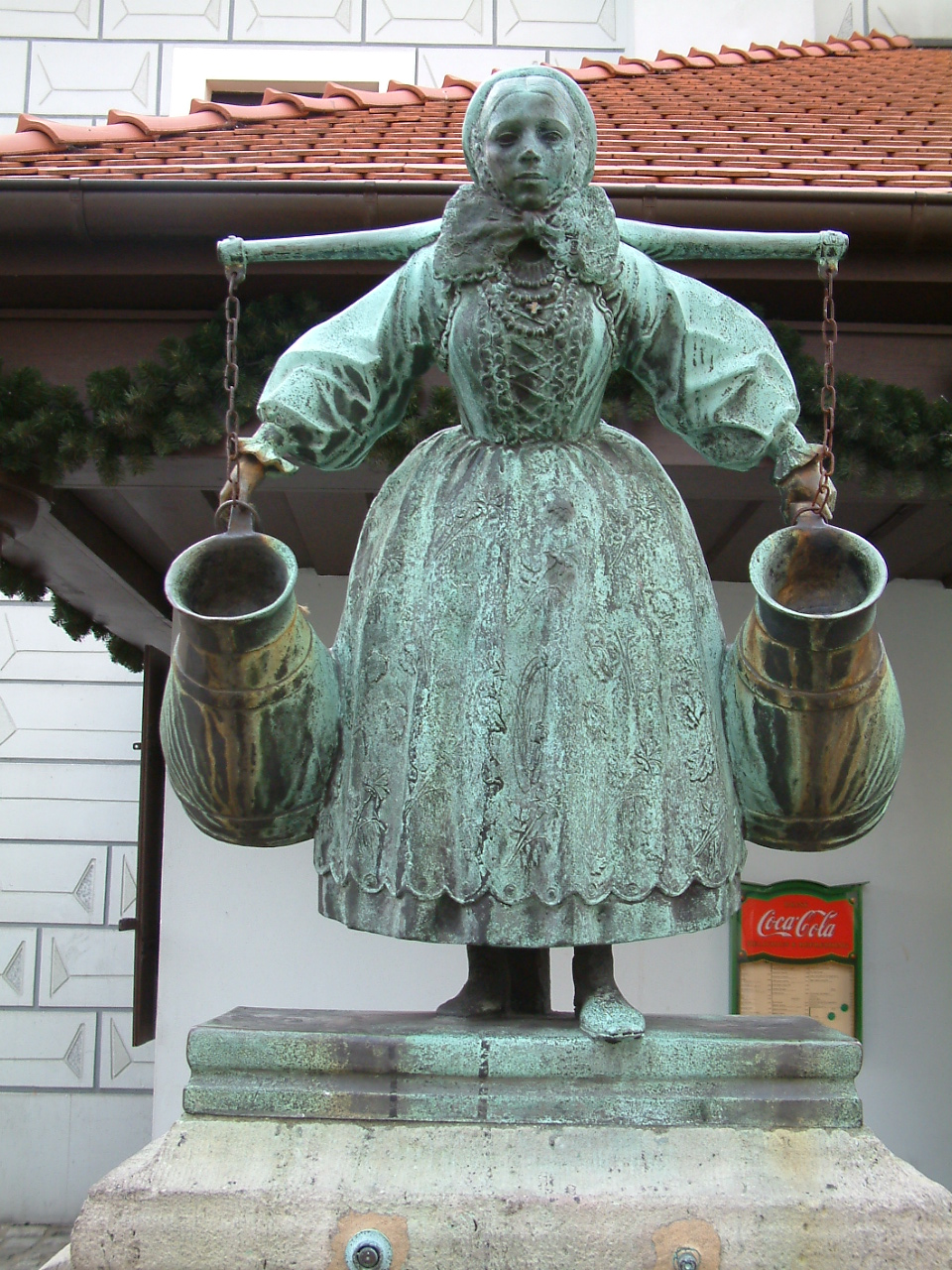
Bamberka fountain on the Old Market Square
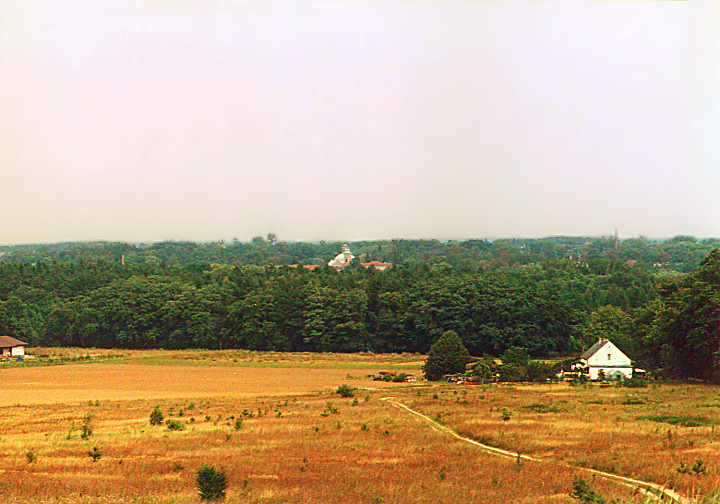
View of Owińska
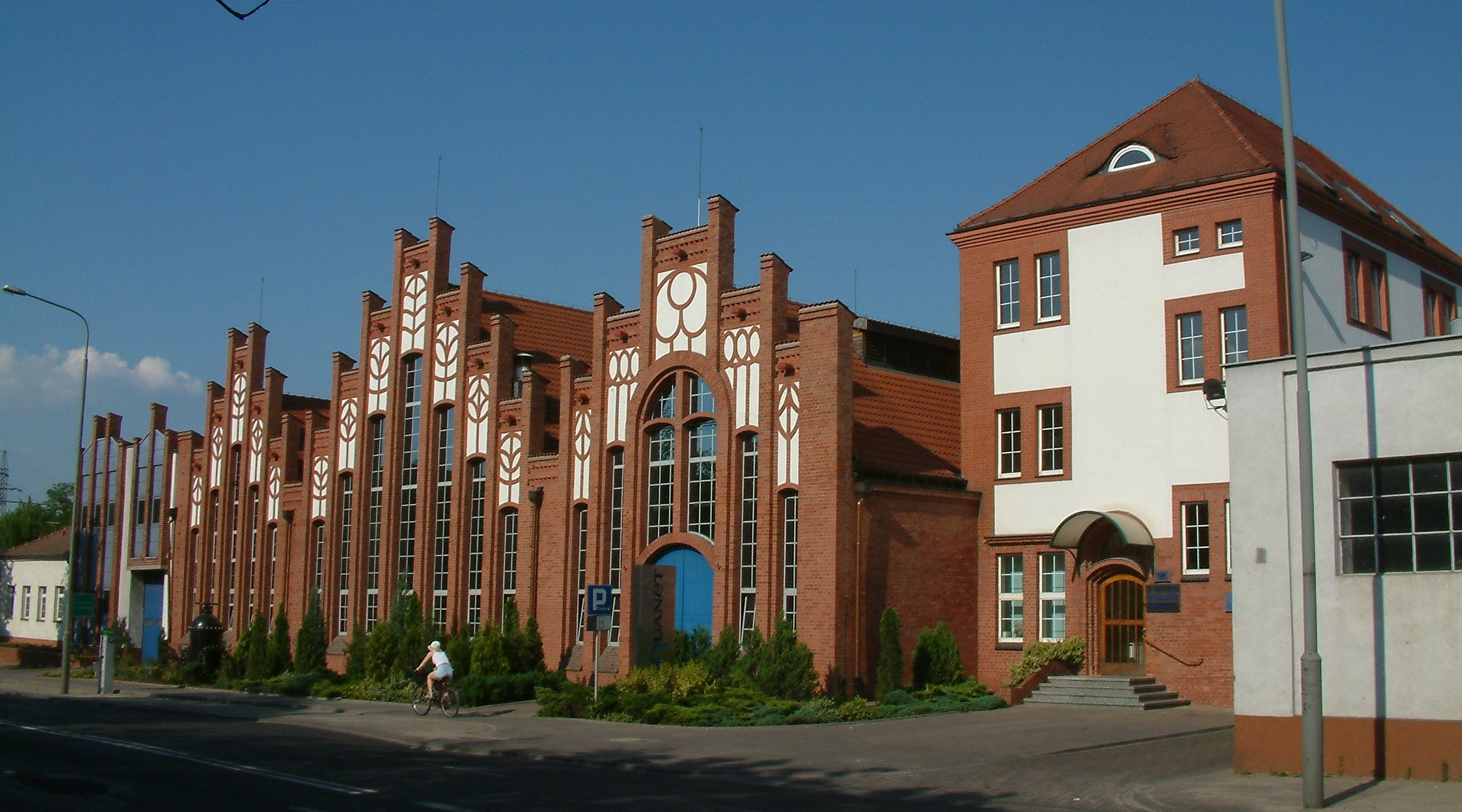
Aquanet water supply company
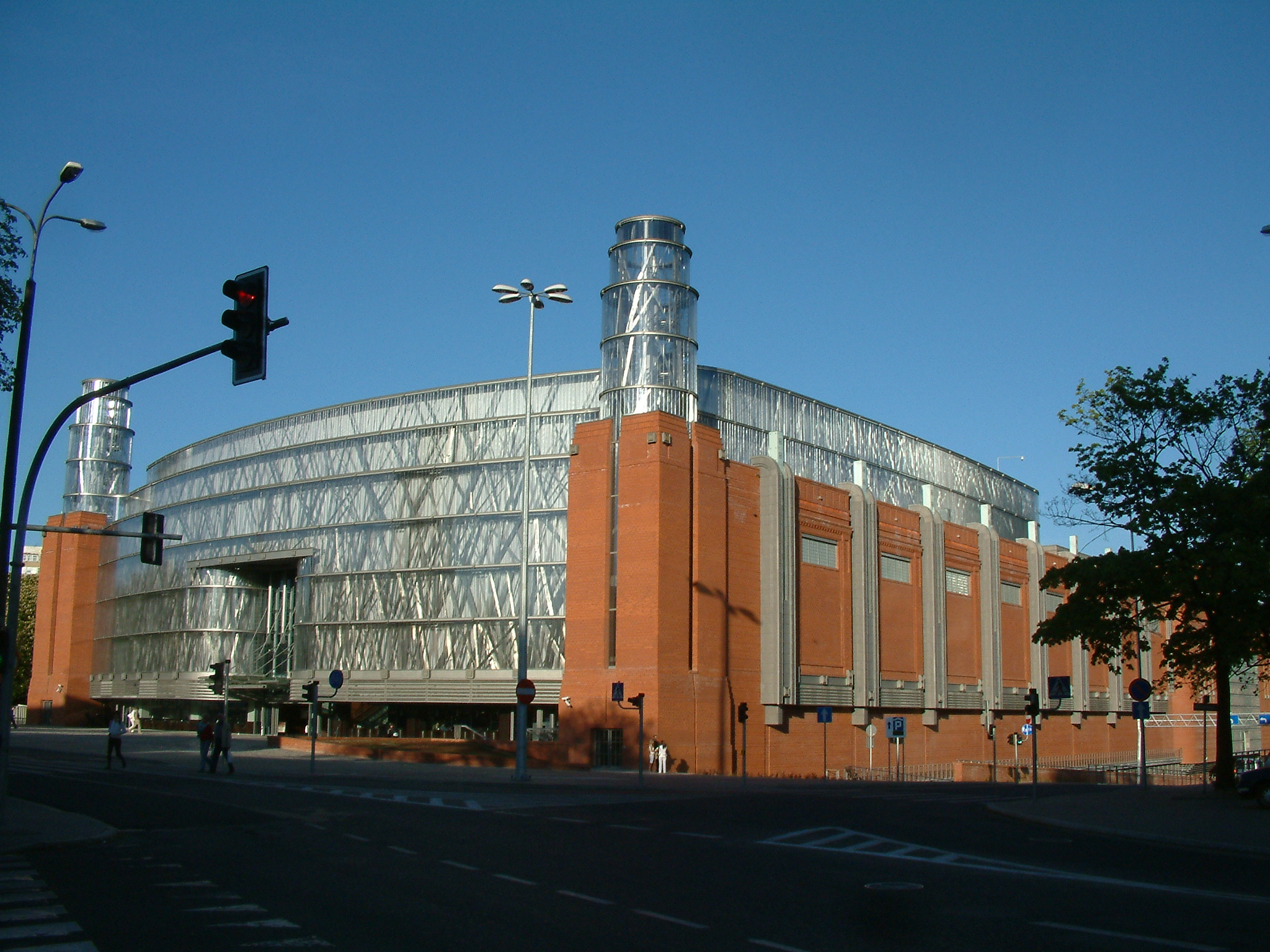
Stary Browar in Poznań
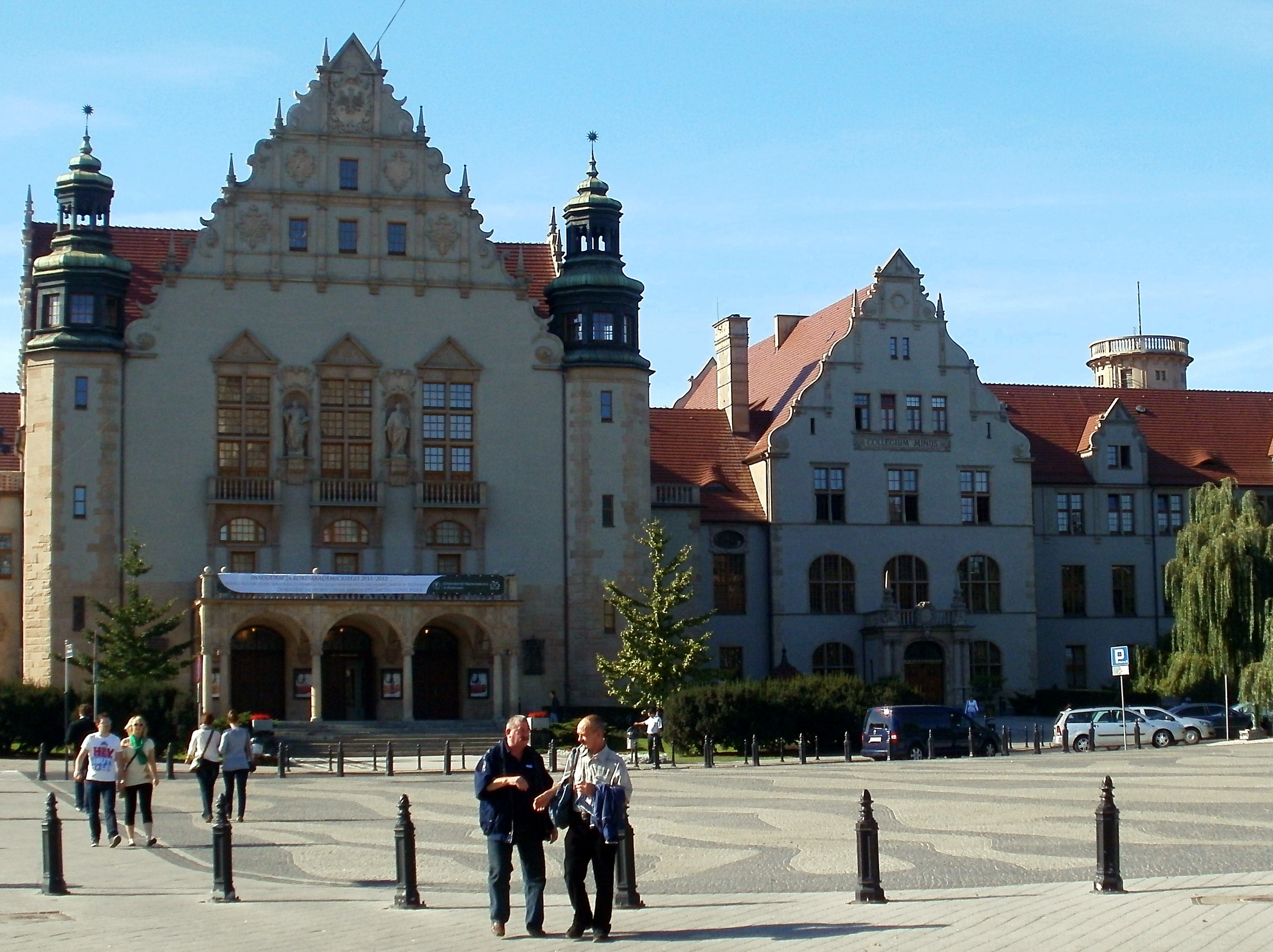
Poznań - Collegium Minus - دانشگاه آدام میکیویچ در پوزنان
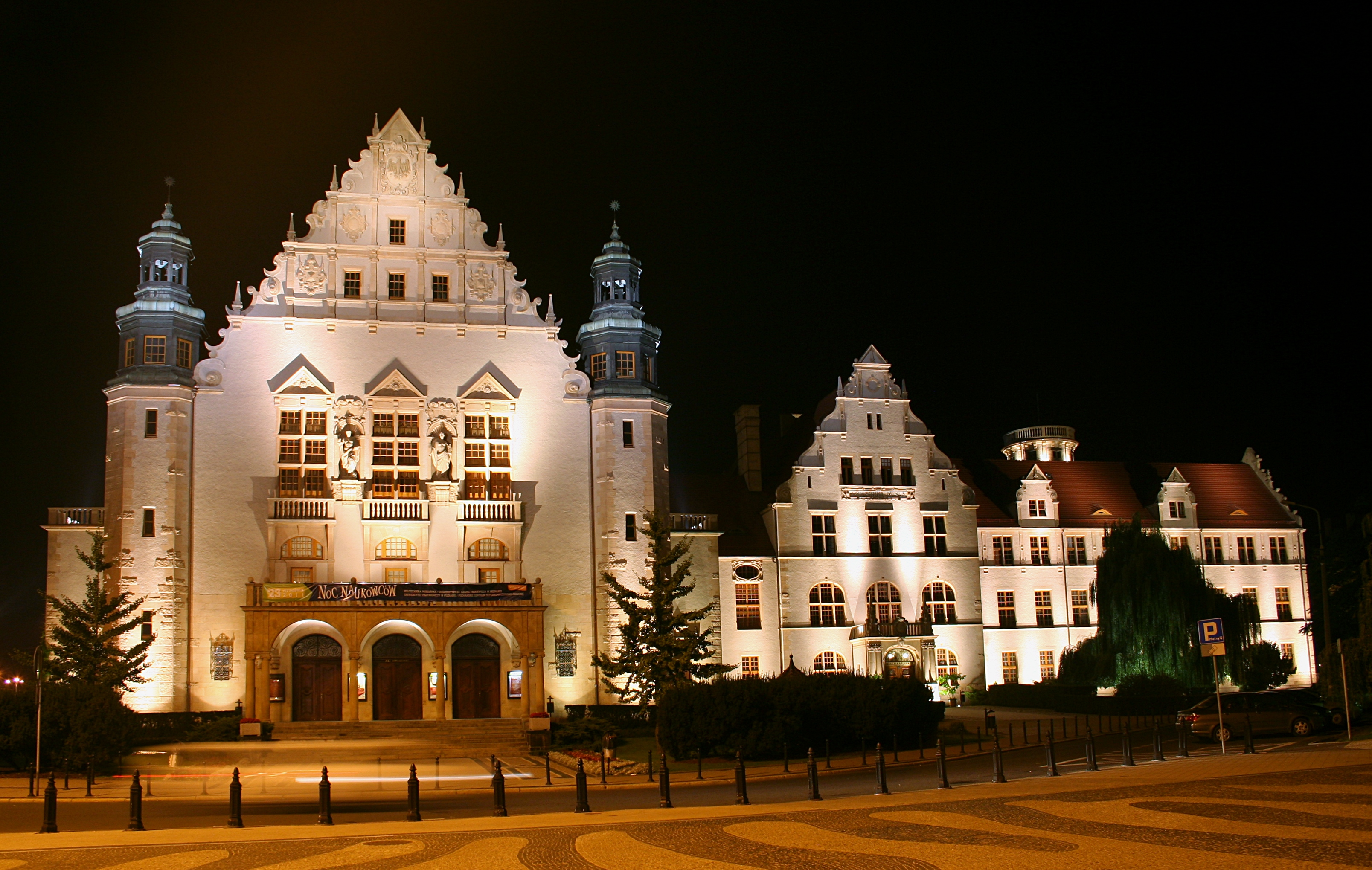
Poznań Collegium Minus by night
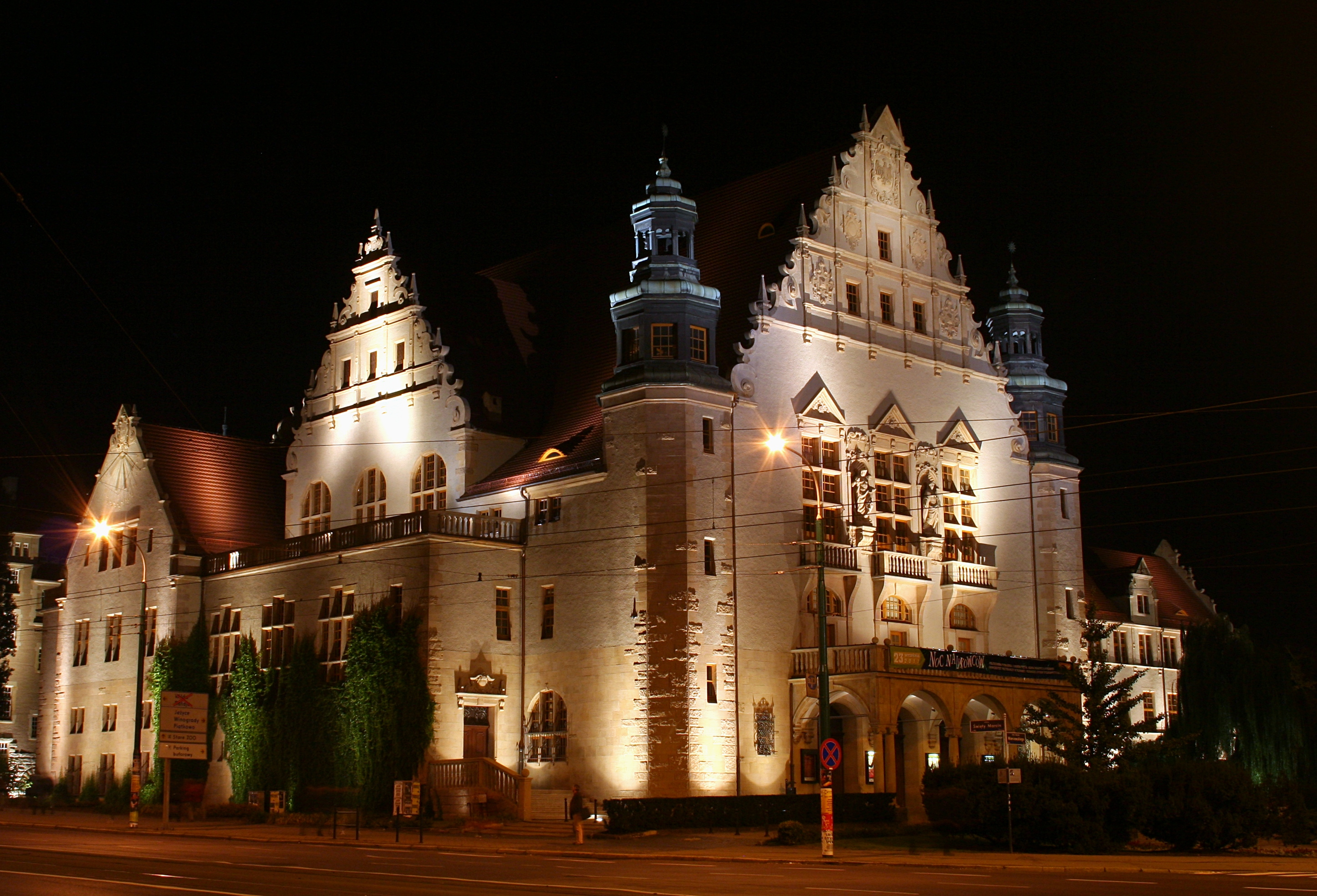
South view of Poznań Collegium Minus
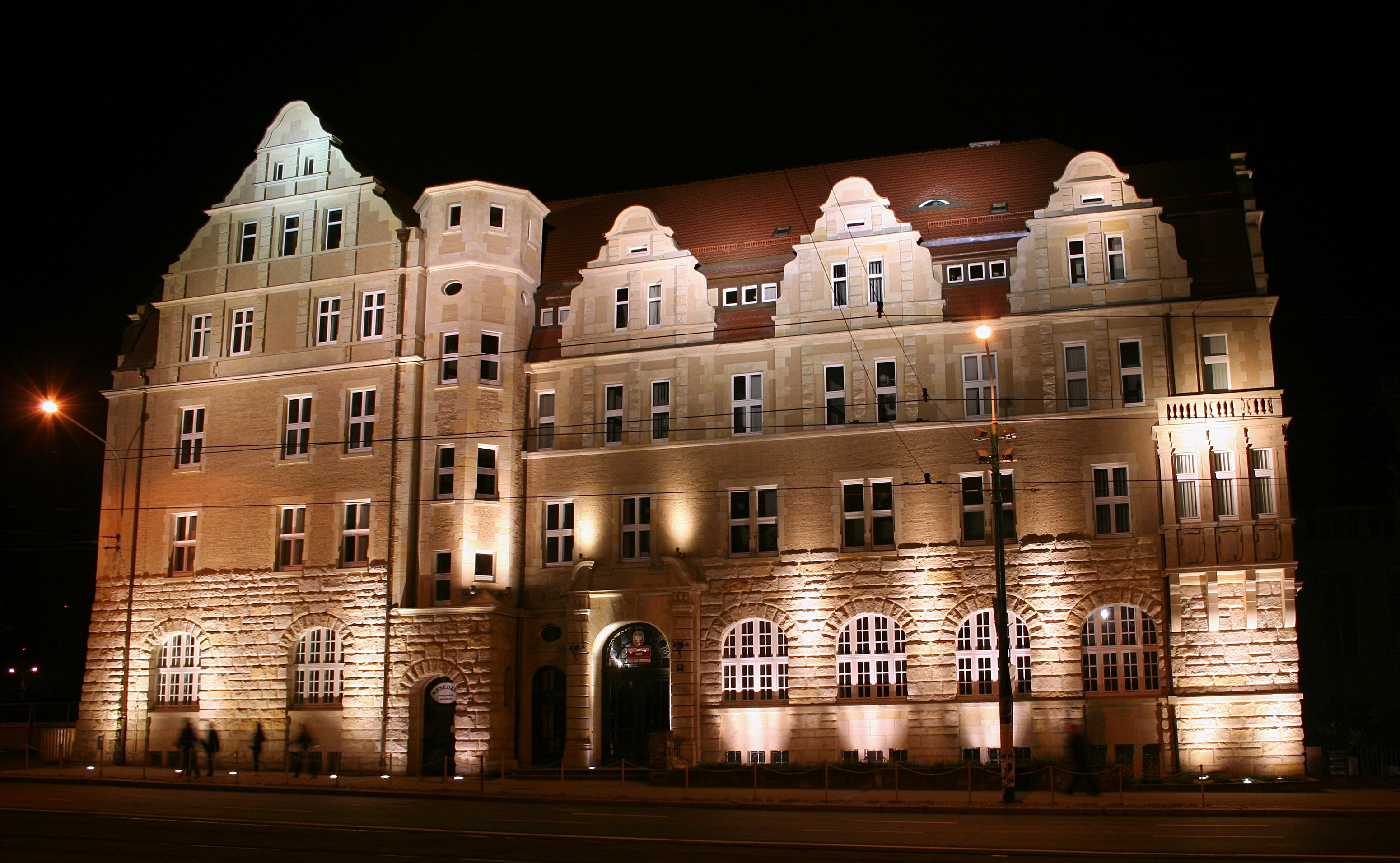
Poznań Collegium Iuridicum
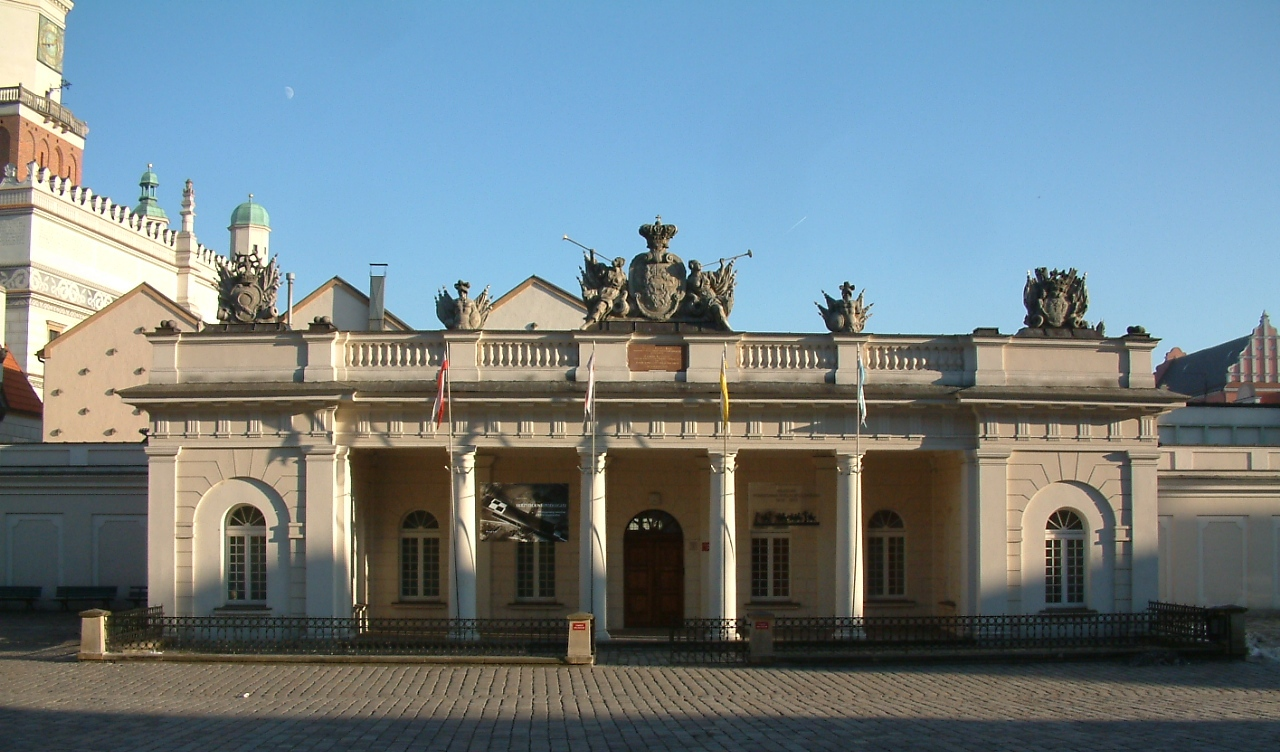
Guard house
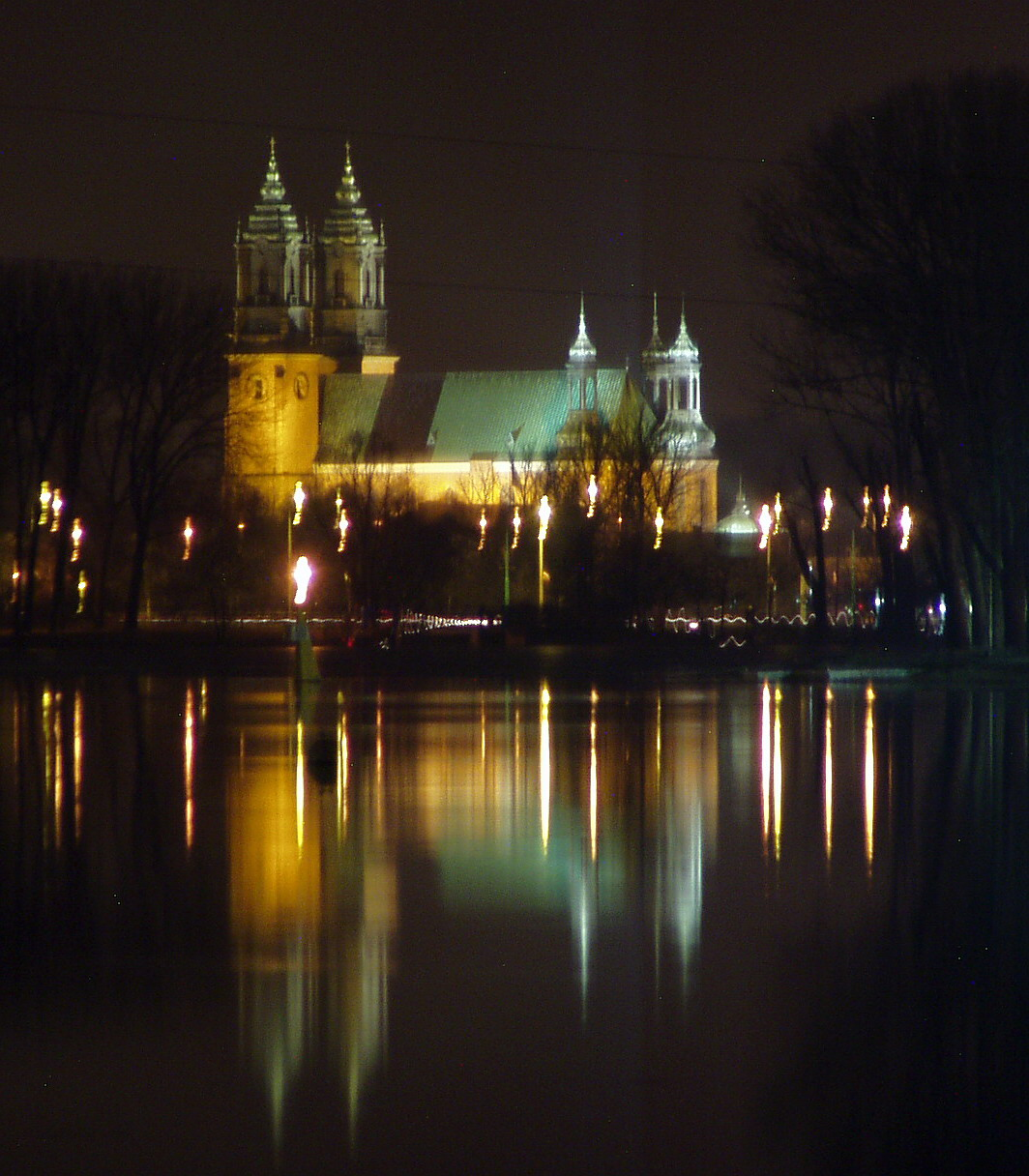
View of Basilica of St.Peter and St.Paul from the south by night in Poznań
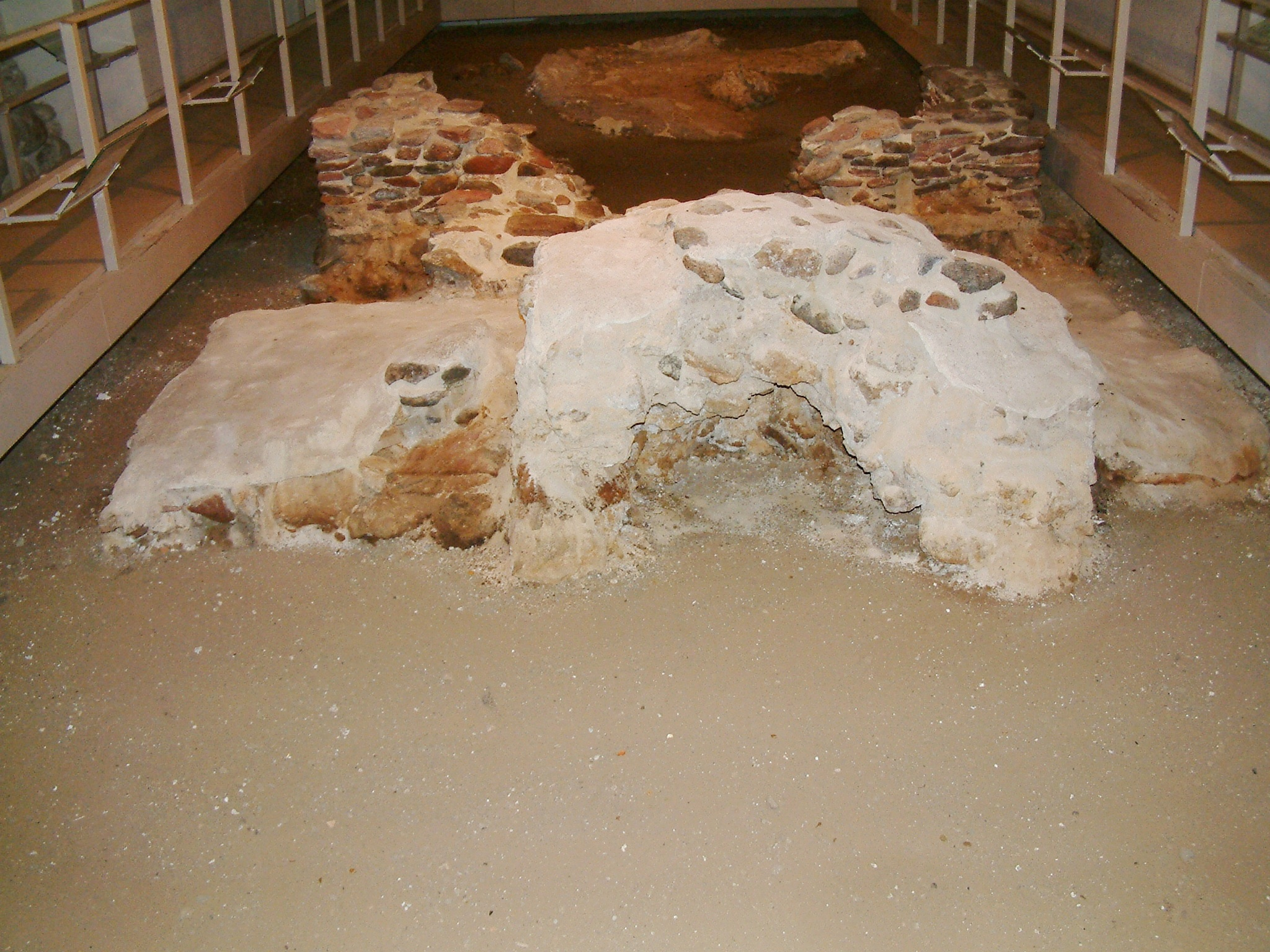
Remanents of grave of میشکو اول لهستان،  underground of Poznań Archcathedral Basilica of St. Peter and St. Paul
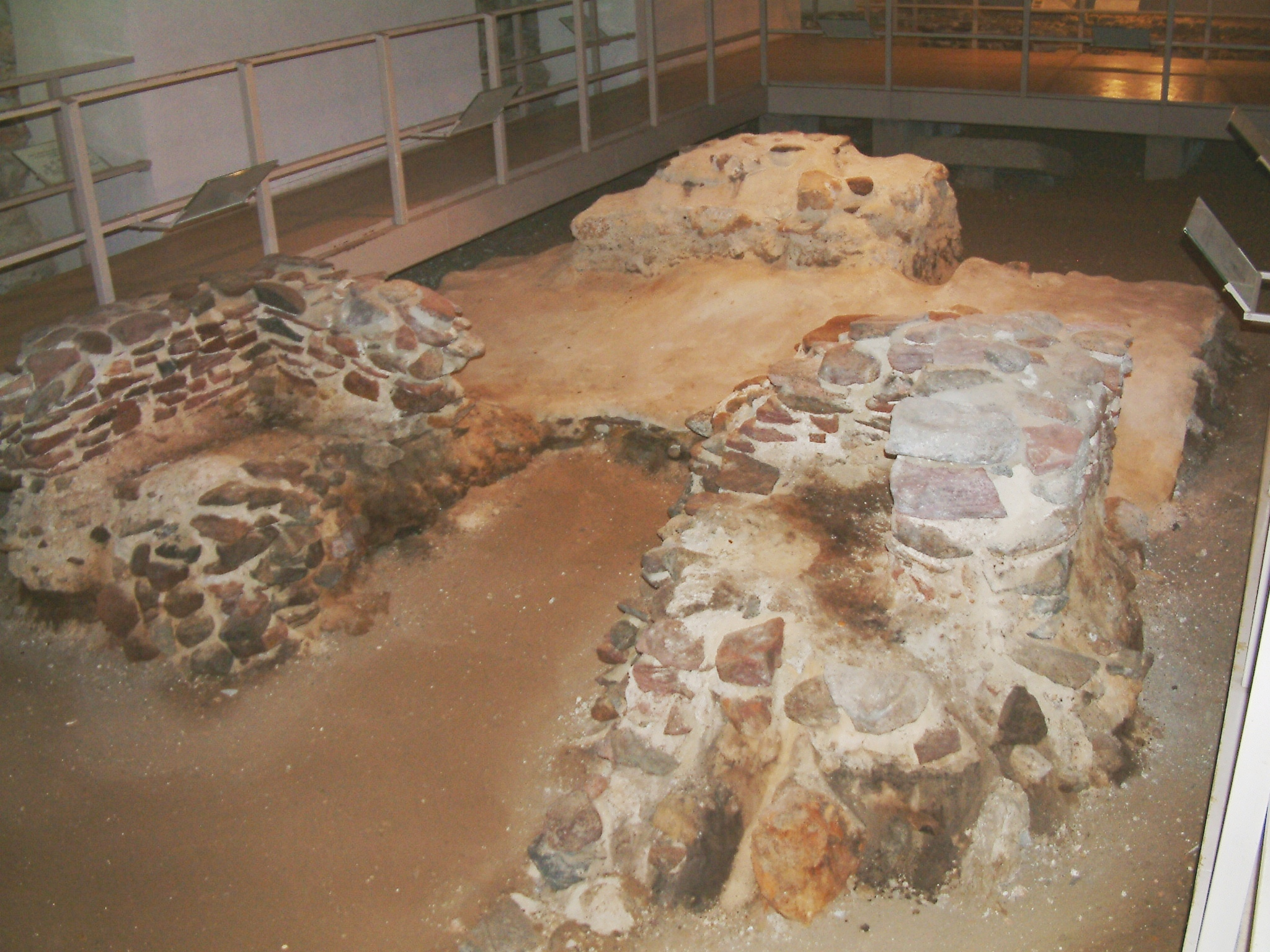
Remanents of grave of بولسلاو یکم (لهستان), underground of Poznań Archcathedral Basilica of St. Peter and St. Paul
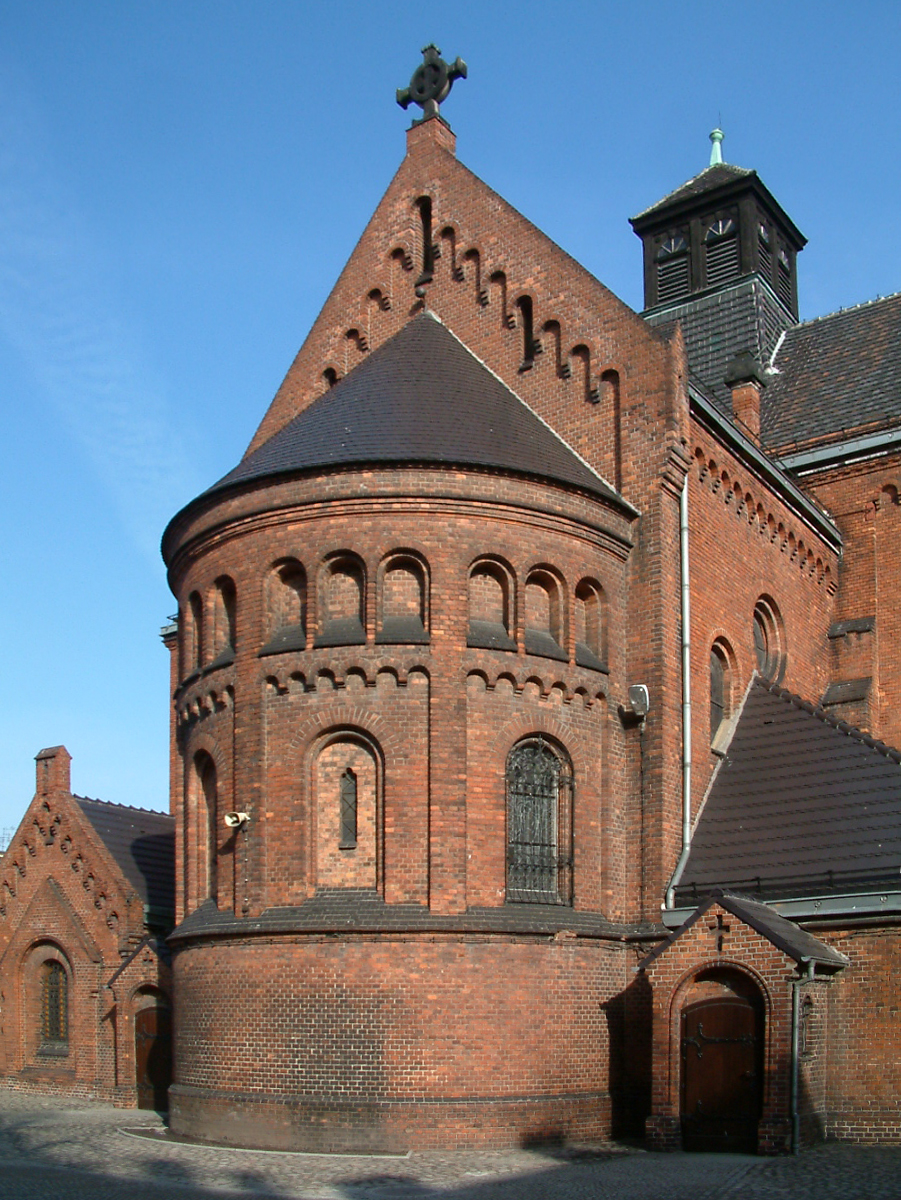
Absyda Floriana
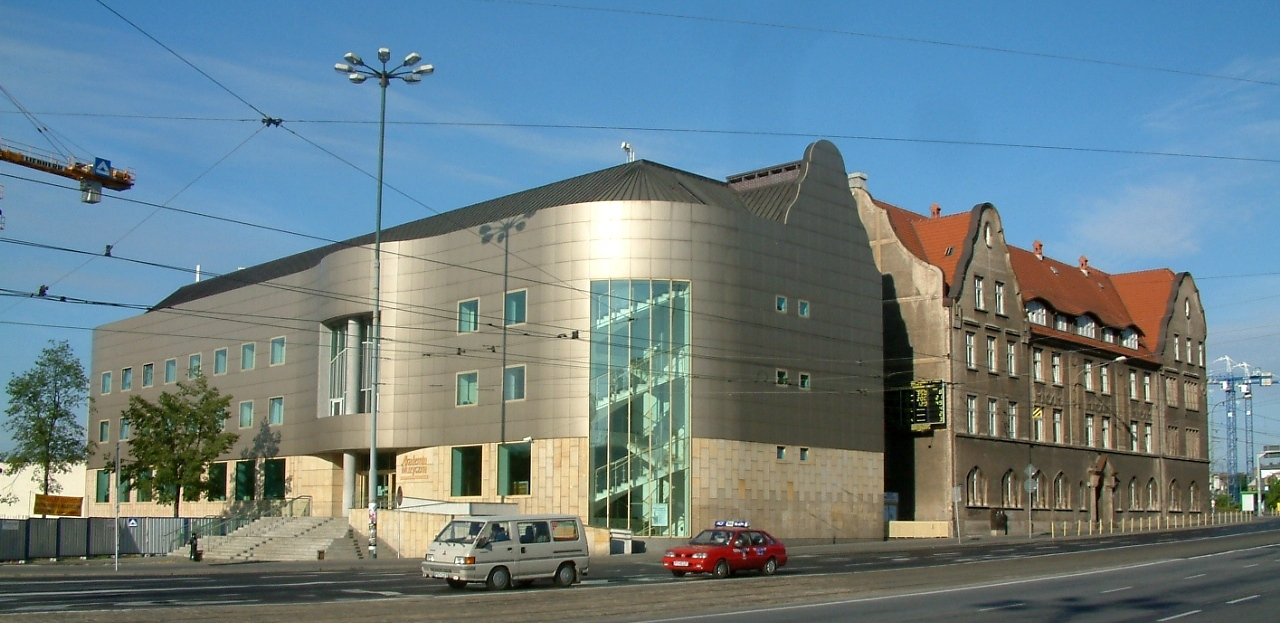
Academy of Music
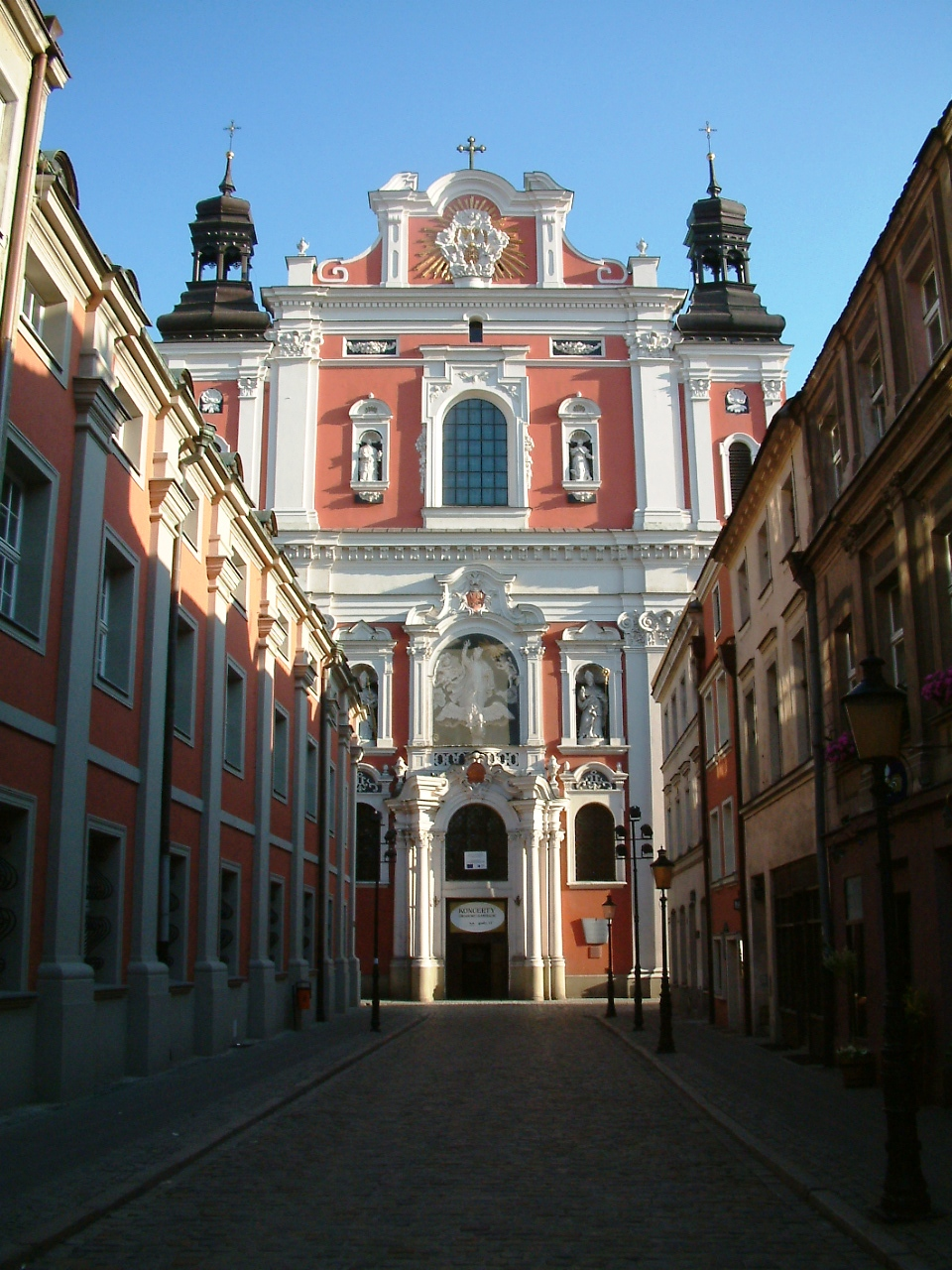
باروک Collegiate Church, built 1651–1701
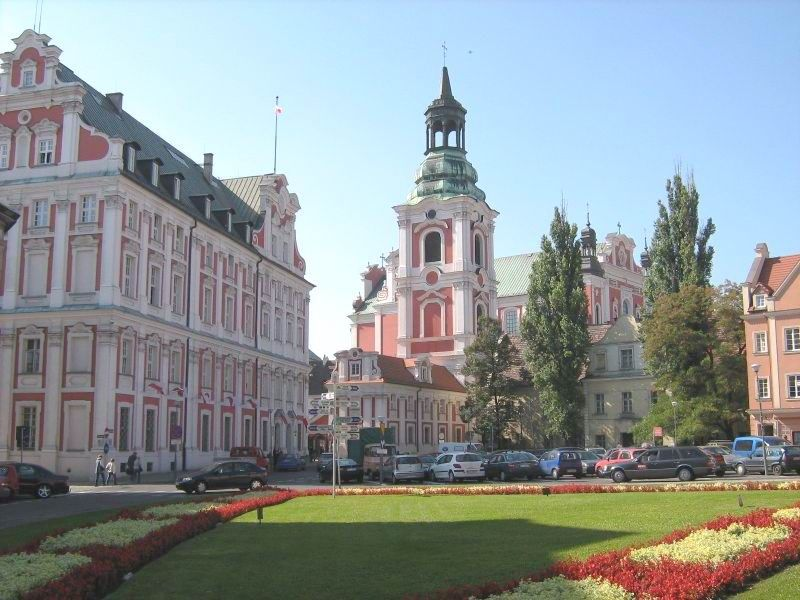
یسوعی‌ها College established by King زیگیسموند سوم واسا in 1611
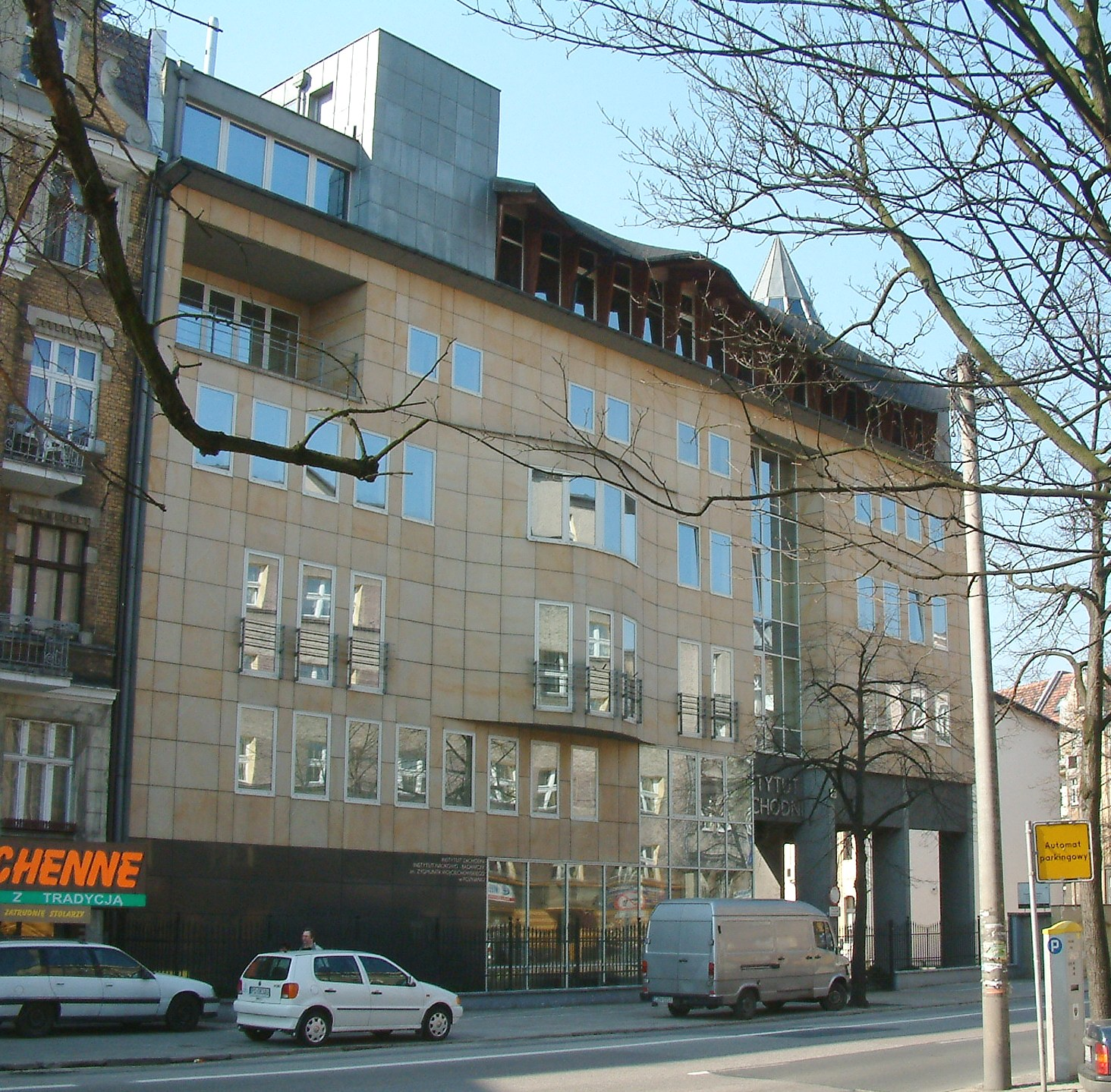
Western Institute

## ورزش
باشگاه فوتبال لخ پوزنان در این شهر جای گرفته‌است. جشن هواداران این تیم به نام جشن پزنان نام این شهر را در میان هواداران فوتبال در اروپا بلندآوازه کرده‌است.